# Penthimia rubramaculata
Penthimia rubramaculata är en insektsart som beskrevs av Kuoh. Penthimia rubramaculata ingår i släktet Penthimia och familjen dvärgstritar. Inga underarter finns listade i Catalogue of Life.